# Élections cantonales de 1880 dans la Somme
Les élections cantonales françaises de 1880 ont eu lieu le 1er et 8 aout 1880.

## Contexte départemental

### Assemblée départementale sortante
Avant les élections, le conseil général de la Somme est présidé par Albert Dauphin (Libéral), à la tête du département depuis 1873. Il comprend 41 conseillers généraux issus des 41 cantons de la Somme. 21 d'entre eux sont renouvelables lors de ces élections.
| Parti                           | Sigle | Sigle        | Élus |
| ------------------------------- | ----- | ------------ | ---- |
| Gauche républicaine (22 sièges) |       |              |      |
| Républicains modérés            |       | Rép.         | 9    |
| Conservateurs libéraux          |       | Libéral      | 8    |
| Républicains radicaux           |       | Rad.         | 3    |
| Radicaux-socialistes            |       | Rad-soc.     | 2    |
| Droite monarchique (19 sièges)  |       |              |      |
| Légitimistes                    |       | Légitimiste  | 9    |
| Bonapartistes                   |       | Bonapartiste | 5    |
| Orléanistes                     |       | Orléaniste   | 5    |
| Président du conseil général    |       |              |      |
| Albert Dauphin (Libéral)        |       |              |      |

## Conseil général élu
| Canton                 | Conseiller sortant                 | Étiquette    | Candidat élu                | Étiquette    |
| ---------------------- | ---------------------------------- | ------------ | --------------------------- | ------------ |
| Abbeville-Nord         | Ernest Prarond                     | Libéral      | Albert-Alexandre Carette    | Rép.         |
| Ailly-le-Haut-Clocher  | Adolphe Dupuis                     | Orléaniste   | Ernest Gignon               | Rép.         |
| Ailly-sur-Noye         | Elie de Morgan                     | Bonapartiste | Elie de Morgan              | Bonapartiste |
| Amiens-Nord-Est        | René Goblet                        | Rad.         | René Goblet                 | Rad.         |
| Amiens-Sud-Ouest       | Frédéric Petit                     | Rad-soc.     | Frédéric Petit              | Rad-soc.     |
| Bernaville             | Gaston de Butler                   | Bonapartiste | Gaston de Butler            | Bonapartiste |
| Boves                  | Adalbert de Francqueville          | Légitimiste  | Adalbert de Francqueville   | Légitimiste  |
| Bray-sur-Somme         | Marie Reimbold d'Estourmel         | Orléaniste   | Marie Reimbold d'Estourmel  | Orléaniste   |
| Combles                | Victor Magniez                     | Libéral      | Victor Magniez              | Libéral      |
| Doullens               | Henri Desprez                      | Rép.         | Henri Desprez               | Rép.         |
| Gamaches               | Léopold Delattre                   | Rép.         | Léopold Delattre            | Rép.         |
| Nesle                  | Jules Savary                       | Rép.         | Jules Savary                | Rép.         |
| Nouvion                | Fernand Maquennehen                | Rad.         | Fernand Maquennehen         | Rad.         |
| Oisemont               | Charles Marie de Forceville        | Légitimiste  | Charles Marie de Forceville | Légitimiste  |
| Picquingy              | Adrien de Morgan de Belloy         | Légitimiste  | Louis Fourgeron             | Libéral      |
| Poix-de-Picardie       | Joseph d'Hardiviller               | Libéral      | Joseph d'Hardiviller        | Libéral      |
| Roisel                 | Victor Vion                        | Rép.         | Victor Vion                 | Rép.         |
| Rosières-en-Santerre   | Antoine Cauvel de Beauvillé        | Légitimiste  | Télesphore Courtois         | Rép.         |
| Roye                   | Henri Bertin                       | Bonapartiste | Émile Duquesnel             | Rép.         |
| Saint-Valery-sur-Somme | Jules Brulé                        | Rép.         | Louis Briet de Rainvilliers | Légitimiste  |
| Villers-Bocage         | Marie-Joseph Vaysse de Rainneville | Orléaniste   | Louis Gourdin               | Rép.         |

*Conseillers généraux sortants ne se représentant pas

### Élus
| Partis                    | Partis                    | Conseillers sortants | Conseillers élus | Évolution     |
| ------------------------- | ------------------------- | -------------------- | ---------------- | ------------- |
|                           | Républicains modérés      | 5                    | 9                | 4             |
|                           | Conservateurs libéraux    | 3                    | 3                | en stagnation |
|                           | Républicains radicaux     | 2                    | 2                | en stagnation |
|                           | Radicaux-socialistes      | 1                    | 1                | en stagnation |
| Total Gauche républicaine | Total Gauche républicaine | 11                   | 15               | 4             |
|                           | Légitimistes              | 5                    | 4                | 1             |
|                           | Bonapartistes             | 3                    | 2                | 1             |
|                           | Orléanistes               | 3                    | 1                | 2             |
| Total Droite monarchique  | Total Droite monarchique  | 10                   | 6                | 4             |

### Groupes politiques
| Parti                           | Sigle | Sigle        | Élus |
| ------------------------------- | ----- | ------------ | ---- |
| Gauche républicaine (26 sièges) |       |              |      |
| Républicains modérés            |       | Rép.         | 13   |
| Conservateurs libéraux          |       | Libéral      | 8    |
| Républicains radicaux           |       | Rad.         | 3    |
| Radicaux-socialistes            |       | Rad-soc.     | 2    |
| Droite monarchique (15 sièges)  |       |              |      |
| Légitimistes                    |       | Légitimiste  | 8    |
| Bonapartistes                   |       | Bonapartiste | 4    |
| Orléanistes                     |       | Orléaniste   | 3    |
| Président du conseil général    |       |              |      |
| Albert Dauphin (Libéral)        |       |              |      |